# Schloss Türnich

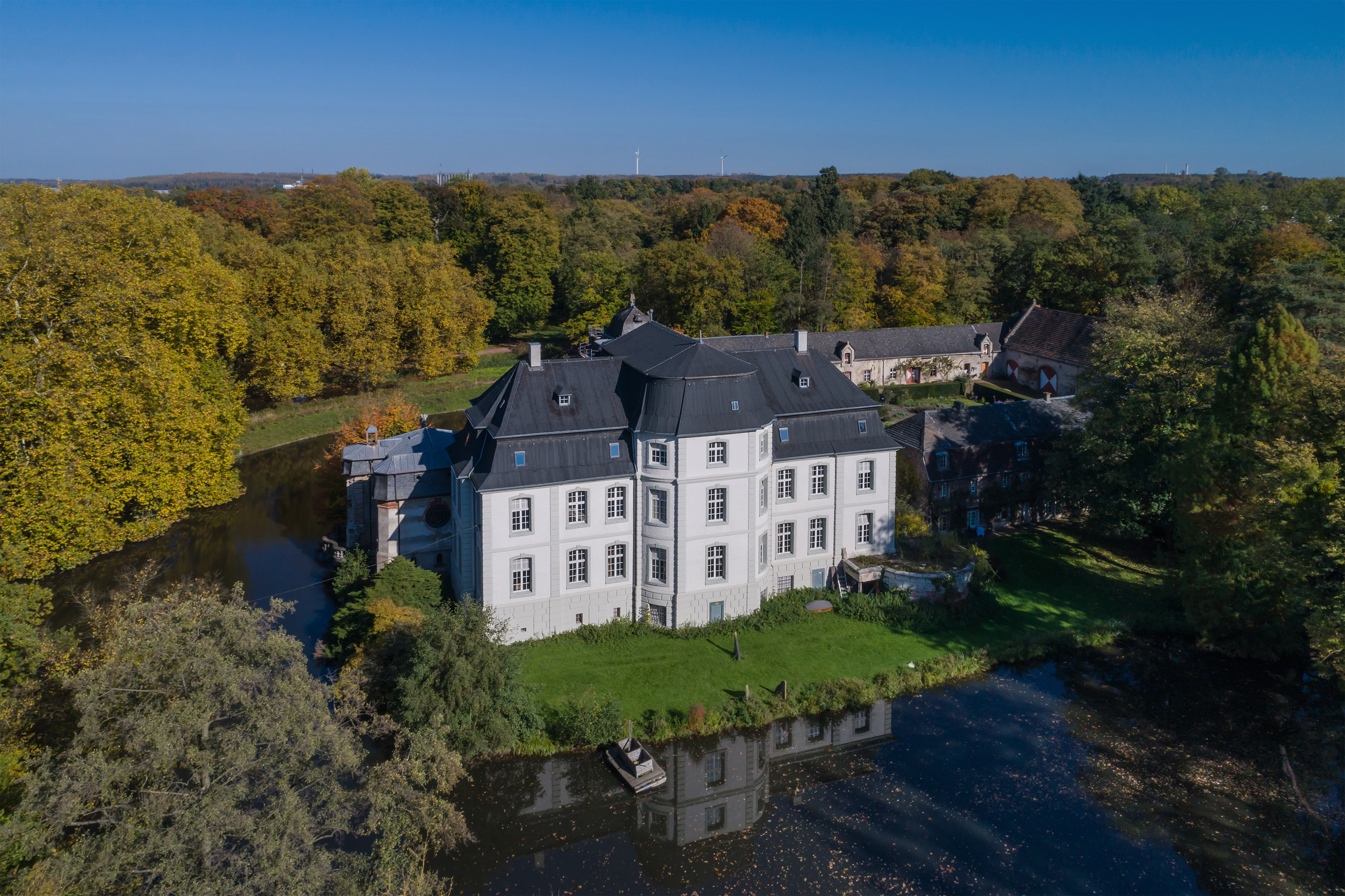
Luftbild von Schloss Türnich aus westlicher Richtung

Schematischer Lageplan des Schlossgeländes

Schloss Türnich ist eine spätbarocke Schlossanlage im Stadtteil Türnich der nordrhein-westfälischen Stadt Kerpen im Rhein-Erft-Kreis, etwa 15 Kilometer südwestlich von Köln. Die Anlage liegt in den Erftauen am Rande des mittlerweile renaturierten Braunkohletagebaus Frechen und gehört seit Mitte des 19. Jahrhunderts der Familie von und zu Hoensbroech.
Der Vorgänger des heutigen Schlosses war Glied einer langen Kette von Wasserburgen in der Pufferzone zwischen dem Herzogtum Jülich und Kurköln. Anfänglich ein Lehen des Essener Damenstifts, wechselte die Herrschaft zu den Herzögen von Jülich, welche die damalige Burg an die Familie von Haas verlehnte. Von ihr gelangte sie in den gemeinsamen Besitz der Familien von Palant und von Rolshausen. Letztere wurde 1707 alleinige Besitzerin. Carl Ludwig Anton von Rolshausen ließ in der Zeit ab 1757 einen spätbarocken Neubau im Stil französischer Lustschlösser errichten, dem er in den späten 1790er Jahren einen Landschaftsgarten im englischen Stil hinzufügen ließ. Dieser wurde nach dem Verkauf des Schlosses durch Georg von Rolshausen im Jahr 1850 an Karl von Hoensbroech-Türnich noch einmal verändert und erweitert. Mit dem Bau einer neuen Schlosskapelle und eines neuen Torbaus fanden die Bauarbeiten in Türnich ihren vorläufigen Abschluss. Wegen der vornehmlich durch Kriegsschäden und Grundwasserabsenkung einsetzenden Bauschäden musste das Herrenhaus des Schlosses 1979 geräumt werden. Seither bemüht sich die Eigentümerfamilie um eine allmähliche Sanierung und Restaurierung der gesamten Anlage, um sie auf Dauer zu erhalten und als Erfahrungsort für natürliche und soziale Kreislaufprozesse mit den zentralen Themen Ernährung, Ökologie, erneuerbare Energien und Gesundheit weiterzuentwickeln.
Das Aussehen der Schlossanlage ist stark vom Vorbild französischer Maisons de plaisance beeinflusst. Bestehend aus Herrenhaus, Vorburg, Schlosskapelle, Torbau, Barockgarten und Schlosspark, zählt sie zu den bedeutendsten Barockschlössern des Rheinlandes und ist eines der letzten vollständig erhaltenen Bauensembles dieser Epoche in der Region. Nachdem sie am 9. Oktober 1984 in die Denkmalliste Kerpens aufgenommen worden war, folgte am 9. Januar 1997 auch ihre Unterschutzstellung als Bodendenkmal. Obwohl sich der Landschaftsgarten in Privatbesitz befindet, ist er kostenlos öffentlich zugänglich. Die Stadt unterstützte die Eigentümer 2016 durch die Bezahlung zweier Bufdis, die im Park arbeiteten.

## Geschichte

### Essener und Jülicher Lehen

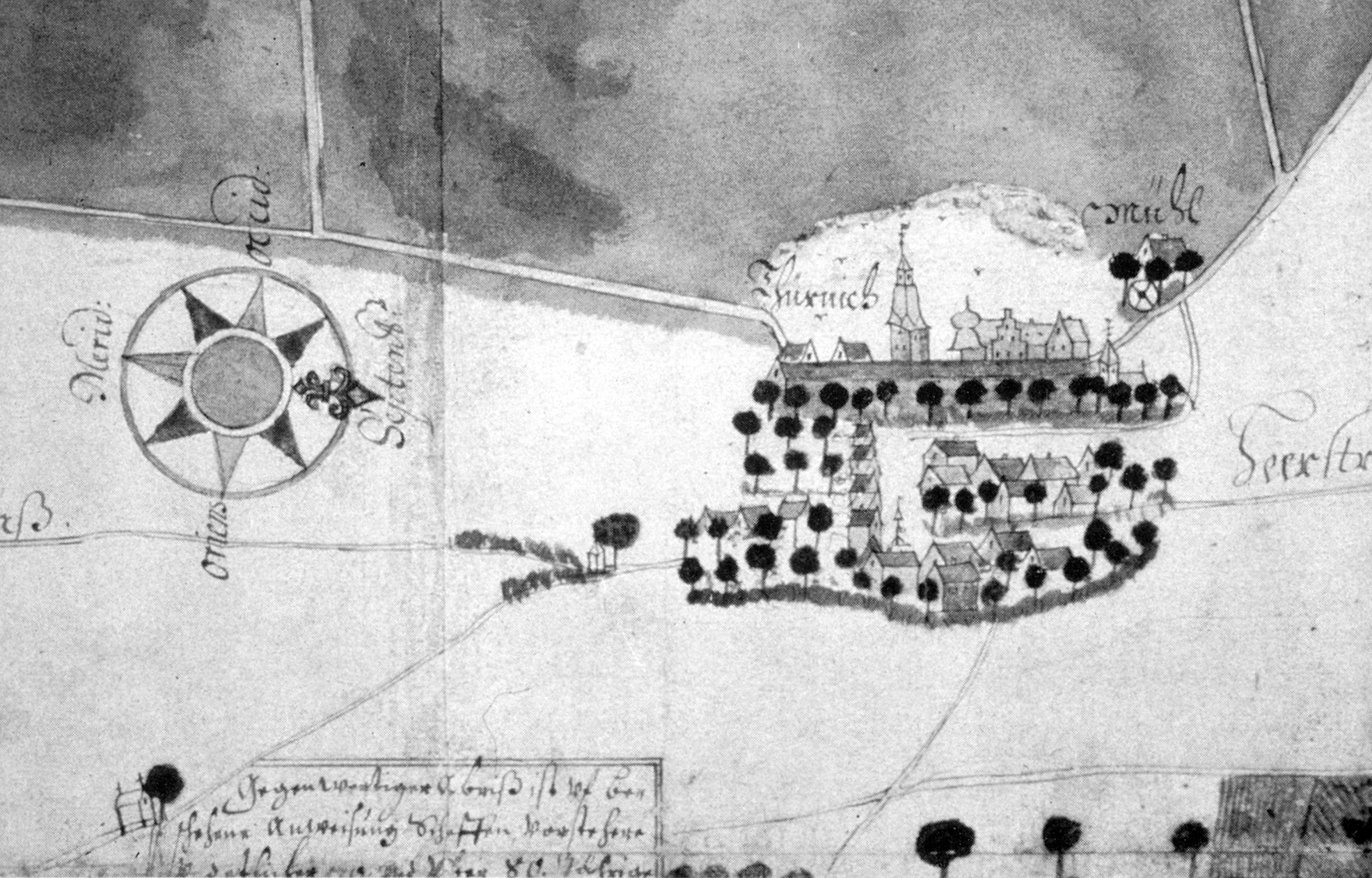
Ansicht von Türnich mit der Burg auf einem Plan Johann Philipp Hochsteins von 1681

Die Geschichte der Anlage lässt sich bis in das Jahr 898 zurückverfolgen, als Zwentibold, der König von Lotharingien, das Reichsgut dem Essener Damenstift schenkte. Die grundherrlichen Rechte übten für das Stift bestellte Vögte aus, die bis in das 14. Jahrhundert aus der Familie der lothringischen Pfalzgrafen kamen. Als deren Gefolgsmann erschien 1208 erstmals der Ritter Winandus de Tornich, dessen Geschlecht auch später noch dort residierte. Der Pfalzgraf bei Rhein, Otto der Erlauchte, belehnte als Nachfolger der lothringischen Pfalzgrafen im Februar 1233 den Jülicher Grafen Wilhelm IV. mit der „Vogtei Dornich“. Auch Wilhelms Nachfolger erhielten alle diese Belehnung. Sie bestellten jeweils einen Untervogt aus der Familie der Ritter von Türnich, die möglicherweise eine Motte als Vorgängeranlage des heutigen Schlosses errichteten. Diese Burg befand sich wahrscheinlich nahe dem heutigen Osttor und ist noch als Hügel mit einem Umfang von etwa 30 Metern im Schlosspark erhalten. Die Belehnung der Jülicher mit der Türnicher Vogtei wurde im Laufe der Jahre zur Selbstverständlichkeit, sodass die derweil in den Herzogsstand aufgestiegene Familie sie 1356 bereits als ihr Eigentum ansah. 1412 wurde aus der bis dato eigenständigen Herrlichkeit eine Unterherrschaft des Jülicher Amts Bergheim, die bis zum Ende des 18. Jahrhunderts bestand.
Seit Beginn des 14. Jahrhunderts waren die Ritter von Bachem Untervögte in Türnich. Sie wurden um 1400 von der Familie von Hemberg abgelöst. Durch die Heirat Pia von Hermbergs mit Wilhelm von Quadt gelangte das Lehen 1458 an die Familie des Ehemannes. Nach einem Streit zwischen dem Essener Stift und den Jülicher Herzögen um die Türnicher Vogtei und die damit verbundene Gerichtsbarkeit kaufte der mit der Familie von Quadt verwandte Degenhard von Haes (auch Haas geschrieben) die Vogtei am 22. Juni 1458. Nachdem seine Familie 1591 mit Arnold von Haes ausgestorben war, entbrannte zwischen den Familien von Palant zu Wachendorf und von Geldern zu Arcen ein Streit um die Nachfolge, der 1638 und 1643 mit zwei Vergleichen endete: Die beiden Parteien teilten sich das Erbe. Katharina von Palant (* 1546 – † 6. Oktober 1624), deren Mutter eine geborene von Haes gewesen war, und ihr Mann Christoph von Rolshausen († 20. Januar 1616), die Türnich schon 1591 „in Besitz genommen hatten“, durften dort wohnen bleiben, als sie ihr Haus in Monschau, das später so genannte Haus Rolshausen, anlässlich der dortigen Besetzung im Jahr 1609 im Rahmen des Jülich-Klevischen Erbfolgestreits verlassen mussten. Ihr Gut hatte den Status eines Rittersitzes und ist auf einer lavierten Karte des General-Landmessers Johann Philipp Hochstein aus dem Jahr 1681 dargestellt. Wann der Sitz errichtet wurde, ist unklar. Damals war es eine einfache, wohl zweiteilige Burganlage, die aus mehreren Gebäuden bestand und einen hohen, polygonalen Turm besaß. Das mittelalterliche Burghaus ist mit einem Staffelgiebel und einen Treppenturm dargestellt. Ob die Zeichnung jedoch vollkommen authentisch ist, bleibt zweifelhaft. Bis 1707 blieb die Anlage gemeinsamer Besitz beider Familien, dann verkaufte Adolf Anton von Geldern seinen Anteil an die von Rolshausen, die somit alleinige Besitzer wurden.
Der Ur-Ur-Enkel Christoph von Rolshausens, Freiherr Carl Ludwig Anton, ließ die alte, wohl baufällige Wasserburg gemeinsam mit seiner Frau Maria Isabella von Waldbott zu Bassenheim in der Zeit von 1757 bis 1766 durch ein spätbarockes Schloss ersetzen. Dabei wurde nicht der exakte Standort der Vorgängeranlage als Bauplatz gewählt, sondern der Neubau etwas versetzt. Trotzdem war der Bauherr wohl bestrebt, alte Fundamente so weit wie möglich wiederzuverwenden. Da nur wenige neue Ziegel gekauft wurden, lässt dies den Rückschluss zu, dass auch viele Steine der Vorgängeranlage wiederverwendet wurden. Der planende Architekt steht nicht mit Sicherheit fest. Die Entwürfe könnten vom kurkölnischen Hofbaumeister Michael Leveilly stammen. Er zeichnete auch für das Schloss Arff, Schloss Graurheindorf und Haus Horr verantwortlich. Aufgrund der Ähnlichkeit zu seinen anderen Bauwerken kommt dafür aber auch Johann Georg Leydel infrage. Anhand erhaltener Baukostenabrechnungen ist der Verlauf der Bauarbeiten gut dokumentiert. Der für 1758 geplante Baubeginn verzögerte sich wohl wegen des Siebenjährigen Krieges auf 1759, als die Vorgängeranlage abgerissen und ein neuer Keller sowie das Erdgeschoss gebaut wurden. Auch die weiteren Arbeiten gingen kriegsbedingt nur schleppend voran: Erst 1762 war der Rohbau fertig, und die restlichen Arbeiten zogen sich noch bis 1766 hin. 1782 ließ Carl Ludwig Anton von Rolshausen den heutigen Südflügel der Vorburg bauen und neben dem damaligen Torbogen ein Torwächterhaus errichten. Dieser eingeschossige Ziegelbau war von einem Mansarddach abgeschlossen. Auch den Außenbereich der Anlage ließ der Schlossherr verändern. Als Ergänzung zu einem seit dem frühen 18. Jahrhundert bestehenden Barockgarten und einem Wildpark kam um 1795 ein erster Landschaftsgarten hinzu. Spätestens 1799 war er fertiggestellt, besaß aber noch nicht die heutige Größe. Gleichzeitig wurde der Wassergraben teichartig erweitert, um ihn für Kahnfahrten nutzen zu können.

### Aus- und Umbau im 19. Jahrhundert

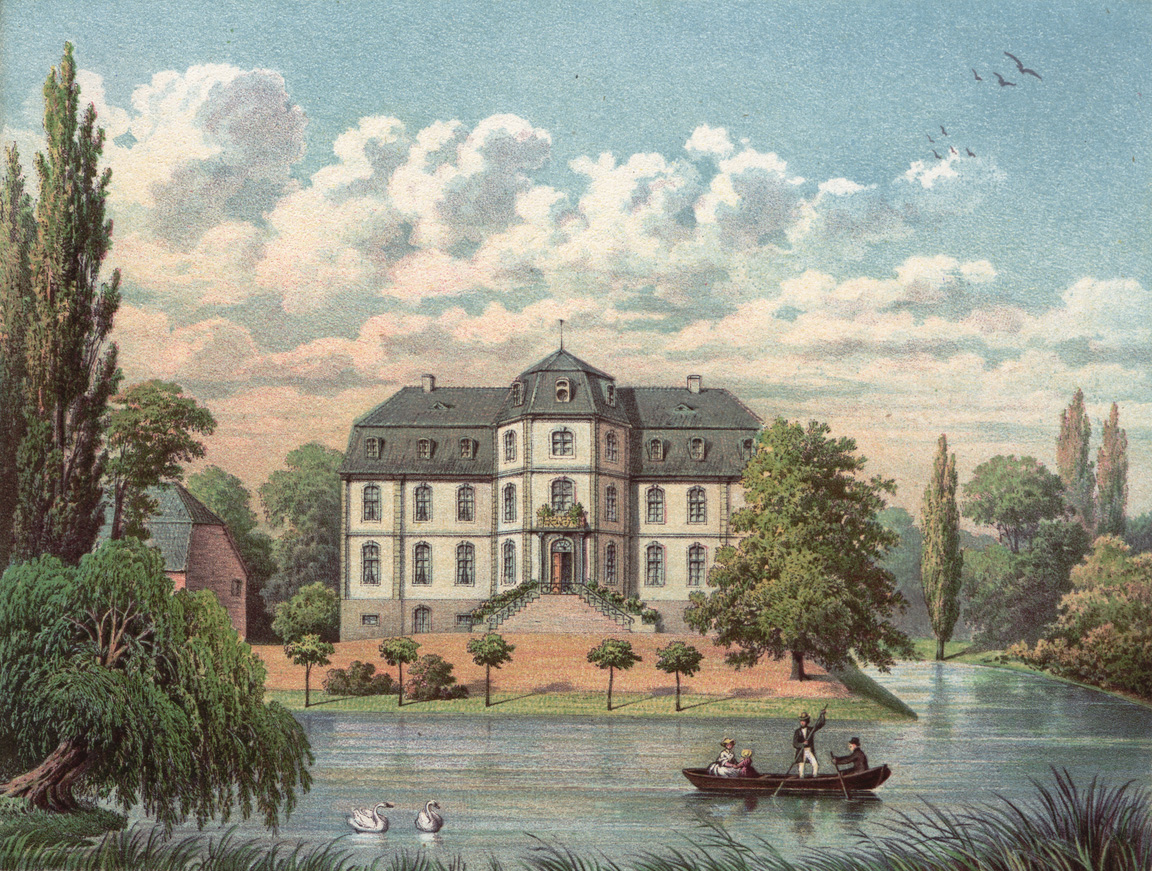
Lithografie des Schlosses Türnich nach einer Vorlage von Christian Hohe um 1860

Über Carl Ludwig Antons erstgeborenen Sohn Max Felix kam der Besitz an Georg Carl von Rolshausen. Seine Familie war mittlerweile Eigentümerin und nicht mehr Lehnsnehmerin der Anlage, denn die französische Revolutionsregierung der linksrheinischen Gebiete, zu denen Türnich gehörte, hatte in der zweiten Hälfte der 1790er Jahre alle ständischen Privilegien aufgehoben und somit die von Rolshausen zu Eigentümern ihres einstigen Lehens gemacht. Unter Georg Carl wurde die Freitreppe des Schlosses durch die heutige zweiläufige Treppe ersetzt, ehe er die Anlage 1850 für 170.000 Taler an Karl Eugen von und zu Hoensbroech verkaufte. Dessen Familie ist heute noch Eigentümerin. Der neue Schlossherr ließ um das Jahr 1875 den vorhandenen Landschaftsgarten überformen, der bei der Neugestaltung zugleich vergrößert wurde. Der Entwurf dafür stammte von dem kaiserlich-russischen Hofgärtner Friedrich Schulz, und sein Ergebnis ist bis heute weitgehend erhalten. Bei der Umgestaltung wurde eine lange Lindenallee angelegt, die den neuen Schlosspark in einen Nord- und einen Südteil trennen sollte; allerdings wurde die südliche Partie nie realisiert, sodass die Allee heute den südlichen Abschluss des Türnicher Parks bildet. Anhand erhaltener Rechnungen dauerten die Arbeiten bis 1880 an. Lediglich die Zugangstore zum Park samt den flankierenden Pavillons kamen erst um die Wende vom 19. zum 20. Jahrhundert hinzu. Sie wurden nach Entwürfen des Kölner Regierungsbaumeisters Heinrich Krings errichtet. 1890 begann Karl Eugen von und zu Hoensbroechs Sohn Franz-Eugen mit der Umgestaltung der Innenräume im Stil des sogenannten zweiten rheinischen Rokokos. Die Räume erhielten prachtvolle Stuckdekorationen und wurden mit aufwändig gestalteten Boiserien verkleidet. Der unerwartete, frühe Tod seiner Frau Hermine Gild, geborene Wolff-Metternich, veranlasste Franz-Eugen 1893 dazu, eine neue Schlosskapelle bauen zu lassen, die anschließend als Haus- und Taufkapelle der gräflichen Familie genutzt wurde. Gemäß dem damals vorherrschenden wilhelminischen Zeitgeschmack erhielt der Neubau eine Innengestaltung im byzantinisch-romanischen Stil. 1895 waren die Arbeiten am Rohbau der Kapelle abgeschlossen. Die Arbeiten im Inneren dauerten jedoch noch bis 1898. Die Weihe erfolgte 1894, und der kleine Kirchenbau erhielt das Recht auf eine wöchentliche Messe. Die alte Schlosskapelle an der Nordost-Seite der Schlossinsel ließ Franz-Eugen von und zu Hoensbroech samt einem danebenstehenden Tor 1895 abreißen und anstatt dessen dort bis 1897 einen neuen, wesentlich größeren und repräsentativeren Torbau errichten. Die Entwürfe dazu lieferte wieder Heinrich Krings.

### Verfall und erste Restaurierungen
Schon in den 1930er Jahren stellte sich heraus, dass aus dem Boden aufsteigende Feuchtigkeit für ein schlechtes Raumklima in der Schlosskapelle sorgte. Ihr Turm musste nach einem Blitzschlag 1934 abgebrochen werden. Nachdem Fenster und Dächer der Anlage während des Zweiten Weltkriegs durch Artillerietreffer oder den Druck detonierender Bomben weitere Schäden davongetragen hatten, konnte zudem lange Jahre Feuchtigkeit von oben eindringen, sodass die Innenausstattung nachhaltig in Mitleidenschaft gezogen wurde. Kriegsschäden waren aber nicht nur an der Architektur, sondern auch im Schlosspark zu beobachten, unter anderem durch Fahrzeuge dort stationierter Truppen. Als dann in den 1950er Jahren wegen des benachbarten Tagebaus Frechen das Grundwasser um 230 Meter abgesenkt wurde, zeigten sich noch im gleichen Jahrzehnt erste statische Schäden an der Bausubstanz, die aus der Verformung des Untergrundes und dem Verfaulen der trocken gefallenen Pfahlgründung resultierten. 1979 waren die Senkungsschäden dann derart bedenklich, dass das Schloss einzustürzen drohte und vorsorglich geräumt werden musste.

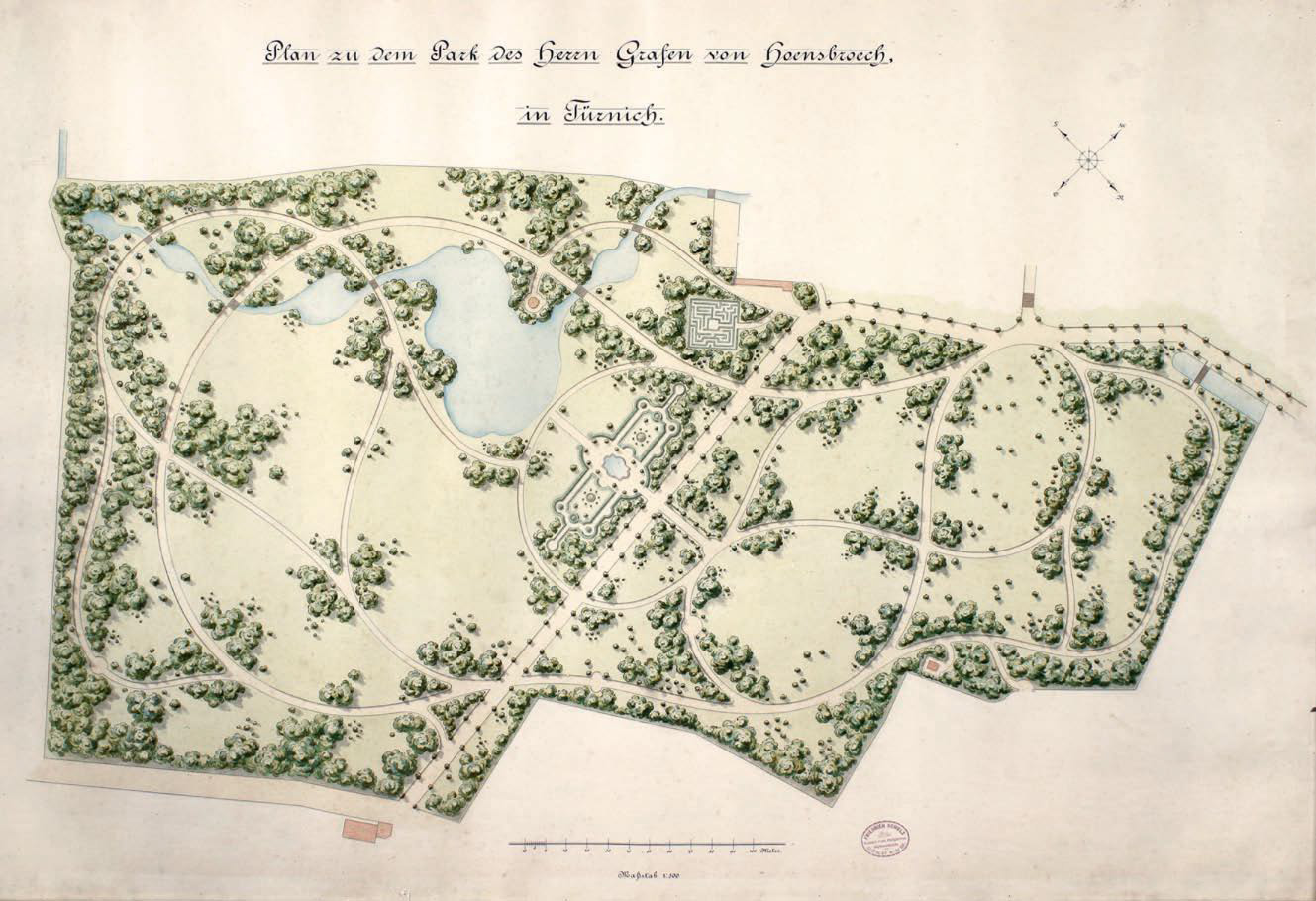
Friedrich Schulz’ Gartenplan von ca. 1785 war Grundlage für die Restaurierung des Türnicher Schlossparks

Auch der Landschaftsgarten des Schlosses war Ende der 1970er Jahre in einem schlechten Zustand. Zeitweilige Vernachlässigung und damit einhergehender Wildwuchs hatten ihn stark verwildern lassen. Zudem war das Aussehen des historischen Parks durch das Ändern des einstigen Wegenetzes und Hinzupflanzungen tiefgreifend verändert worden, allerdings im Kern noch erkennbar. Es bestand akute Windbruchgefahr, und der alte Baumbestand war zusätzlich durch Krankheiten sowie Schädlingsbefall bedroht. Deshalb gediehen 1980/1981 erste Planungen für eine Restaurierung des Schlossparks nach historischem Vorbild. Grundlage dafür war ein aufgefundener, farbig lavierter Plan des Kölner Gartenarchitekten Friedrich Schulz aus der Zeit um 1875. Godehard Graf von und zu Hoensbroech entwickelte in Zusammenarbeit mit den Landschaftsarchitekten Pieter Schwarze und Berthold Leendertz sowie dem slowenischen Bildhauer Marko Pogačnik ein Konzept für einen ganzheitlichen Landschaftspark, der sowohl ökologische als auch ökonomische und landschaftsästhetische Aspekte berücksichtigte. Die Wiederherstellung des Parks zog sich über die 1980er Jahre hin. Um auch ökologischen Gesichtspunkten Rechnung zu tragen, wurden dabei Freiflächen in blühende Wildwiesen umgewandelt. Im Zuge der Wiederherstellungsarbeiten setzte Marko Pogačnik in den späten 1980er Jahren mehrere Steine nach Kriterien der von ihm entwickelten Lithopunktur in den Schlosspark.
An der bedrohten Bausubstanz der Schlossanlage ließen die Eigentümer 1980 unter der Leitung des Kölner Architekten Karl Brand und des Statikers Otmar Schwab erste Sicherungsmaßnahmen durchführen. Das Hauptschloss erhielt eine sogenannte Ringzugverankerung, mit der eine Versteifung der maroden Fundamente durch Stahlanker erreicht wurde. Zudem wurden das Treppenhaus und die wertvollen Stuckdecken mit Holzbalken abgestützt. Ab 1982 begannen zusätzlich zehn Jahre dauernde Restaurierungsarbeiten an der Schlosskapelle, die als erste Maßnahme ein neues Dach erhielt. Die Wiederherstellungsbemühungen erlitten durch einen Brand im Januar 1991 einen Rückschlag. Einige Teiles des Altaraufsatzes und dessen goldene Umrandung samt ihren sechs Kristallkugeln konnten nicht restauriert werden und wurden auch nicht rekonstruiert.
Auch die Sakristei und Malereien in der Kapelle erlitten durch das Feuer bleibende Schäden.
In den 1990er Jahren schlossen sich weitere Sicherungs- und Sanierungsmaßnahmen an. In der Zeit von 1992 bis 1994 wurden im Rahmen einer gemeinsamen Arbeitsbeschaffungsmaßnahme der Eigentümer, der Bundesanstalt für Arbeit, des Erftkreises, des Erftverbandes und des Internationalen Bundes diverse Arbeiten auf dem Schlossgelände durchgeführt. Dazu zählten unter anderem die Restaurierung einer Brückenbalustrade, einer Zaunanlage und die Sanierung von Wegen im Park sowie des Kopfsteinpflasters im Schlosshofe. Während der Arbeiten am Hofpflaster wurden im August die Backsteinfundamente der Vorgängeranlage und Ende November die Fundamente der ersten Schlosskapelle gefunden. Zudem kamen im Dezember desselben Jahres aufgrund des niedrigen Wasserstandes im Schlossteich weitere Fundamente zum Vorschein, deren Ursprung bisher noch nicht geklärt werden konnte.

### Allmähliche Revitalisierung
In der zweiten Hälfte der 1990er Jahre erhielt die Familie von Hoensbroech von Rheinbraun umgerechnet 3,5 Millionen Euro als Ausgleich für die tagebaubedingten Schäden an ihrem Besitz und investierte die Summe von 1997 bis 2003 wieder in die Sanierung des Schlosses. Die Eigentümer hatten gegen das Unternehmen einen Schadensersatzprozess angestrengt, der sich über 27 Jahre hinzog, bis zum Bundesgerichtshof ging und schließlich in einen Vergleich mündete. Um die Erhaltung und Restaurierung des Ensembles zu unterstützen und voranzutreiben, gründete sich 1999 der Freundes- und Förderkreis Schloss Türnich e. V., der heute über 100 Mitglieder zählt.
Ab 2002 unterstützte die Deutsche Stiftung Denkmalschutz (DSD) die schrittweise Instandsetzung von Schloss, Park und Kapelle. Ab 2005 sorgte unter anderem die treuhänderische „Stiftung Schlosskapelle Türnich“ für die Sicherung und Restaurierung des kleinen Gotteshauses. Wegen der anhaltenden Durchfeuchtung war deren wandfeste Ausstattung mittlerweile ernsthaft bedroht. Marmorne Wandverkleidungen brachen weg, und die Fliesen des Fußbodens hoben sich ab. Mit Mitteln der DSD, der Schweizer Baechi Foundation, des Landes NRW und des Bundes konnte die Schlosskapelle nachhaltig trockengelegt und ein erster Teil gesichert werden. Für die Restaurierung stellte sich der 1997 getätigte Zufallsfund eines Scherbenhaufens im Keller des Wasserschlosses als glückliche Fügung heraus, denn er entpuppte sich als Rest der 1945 durch Kriegseinwirkung zerstörten Kapellenfenster. Auch bei der mit rund einer Million Euro zu Buche schlagenden Reparatur des Daches auf dem Hauptschloss ab 2009 war die DSD involviert. Gleichzeitig wurden die Statik des Hauses gesichert und Hausschwamm bekämpft, ehe 2013 die Fassadenrestaurierung abgeschlossen werden konnte. Bereits im Jahr zuvor war Schloss Türnich als Gesamtensemble in die Liste der Denkmäler von nationaler Bedeutung aufgenommen worden.
Im Rahmen des mit 3,7 Millionen Euro aus dem Zukunftsinvestitionsprogramm (ZIP) geförderten Projekts „Zukunftsensemble Schloss Türnich“ lobte die Stadt Kerpen gemeinsam mit den Eigentümern 2016/2017 einen Wettbewerb aus, dessen Ziel es war, Ideen für ein wirtschaftlich und nachhaltig genutztes Denkmalensemble zu sammeln. Die Wettbewerbsbeiträge sollten dabei städtebauliche, raumplanerische und denkmalpflegerische Gesichtspunkte berücksichtigen sowie ein innovatives Energiekonzept für die Schlossanlage entwickeln. Der Gewinnerbeitrag sah vor, auf dem ehemaligen Mühlengelände nordwestlich des Schlosses ein Hotel zu errichten, während das Schloss und seine Nebengebäude als Veranstaltungsort für Seminare, Büroräume und Gastronomie dienen sollten. Die Vorbereitungsarbeiten für die Umsetzung des Projekts begannen im Oktober 2018. Im Jahr 2017 gründete die Familie von und zu Hoensbroech mit einigen Freunden außerdem die gemeinnützige „Kultur- und Naturstiftung Schloss Türnich“ mit dem Ziel, die Anlage zu erhalten und zu entwickeln. Das Hauptschloss, seine Nebengebäude und die umliegenden Ländereien sollen Schritt für Schritt in diese Stiftung eingebracht werden. Dies soll allerdings erst dann geschehen, wenn die Stiftung den Unterhalt auch dauerhaft sicherstellen kann. Dazu ist eine Erhöhung des Stiftungskapitals notwendig, denn die Kosten der Gesamtanlage übertrafen 2017 noch die erzielbaren Einnahmen. Die Sanierungs- und Restaurierungsmaßnahmen an den Schlossgebäuden laufen derweil weiter. Im Hauptschloss müssen zum Beispiel die Wände trockengelegt und die Stromversorgung erneuert werden. Auch für die bedrohten Stukkaturen gilt es noch eine Lösung zu finden. Die veranschlagten Kosten für die Komplettrestaurierung des Schlosses belaufen sich auf einen zweistelligen Millionenbetrag.

### Heutige Nutzung und Zukunftspläne
Der Schlossherr Godehard Graf von und zu Hoensbroech und seine Frau bewohnen den ehemaligen Renteiflügel der Vorburg, die zugleich Sitz seines Unternehmens für homöopathische Arzneimittel und der Schlossverwaltung ist. Sein jüngster Sohn Severin Graf von und zu Hoensbroech, der sich seit 2012 um Erhaltung, Restaurierung und Entwicklung der Schlossanlage kümmert, wohnt mit seiner Familie im sogenannten Schwedenhaus in einem Bereich des Parks südöstlich des Schlosses. Im nördlichen Flügel der Vorburg ist das Schlosscafé beheimatet, das – genauso wie der Renteisaal – auch für geschlossene Gesellschaften angemietet werden kann. Das Schlossgelände kann für Filmaufnahmen und Fotoshootings genutzt werden. Das Standesamt der Stadt Kerpen bietet Trauungen auf dem Schlossgelände an, und in der Schlosskapelle sind kirchliche Heiraten möglich.
Die rund um das Schloss liegenden Agrarflächen werden durch eine Demeter-zertifizierte Landwirtschaft genutzt, die Erträge im Schlosscafé verkauft. Im Obstpark des landwirtschaftlichen Betriebs hat seit 2017 ein Naturkindergarten sein Domizil.
Die Rheinische Fachhochschule Köln erwog 2018, im Torbau des Schlosses ein neu zu gründendes Institut für Nachhaltigkeit und Kreislaufprozesse zu etablieren.
Die dafür nötigen Sanierungs- und Restaurierungsarbeiten sind seit 2019 abgeschlossen.

## Beschreibung
Schloss Türnich ist ein klassischer rheinischer Adelssitz mit Herrenhaus und Vorburg, die von Wassergräben umgeben sind. Zum Ensemble gehören ferner eine Kapelle, ein Mühlenhof, ein formaler Garten und ein Landschaftspark, die in die Auenlandschaft der Erft eingebettet sind. Das Herrenhaus steht mit der angrenzenden Schlosskapelle und der hufeisenförmigen Vorburg auf einer gemeinsamen Insel, die von zwei durch einen Wall voneinander getrennten ovalen Gräben umgeben ist. Diese werden Hausgraben sowie äußerer Wassergraben genannt und über den Türnicher Mühlengraben von der Erft gespeist.

### Herrenhaus

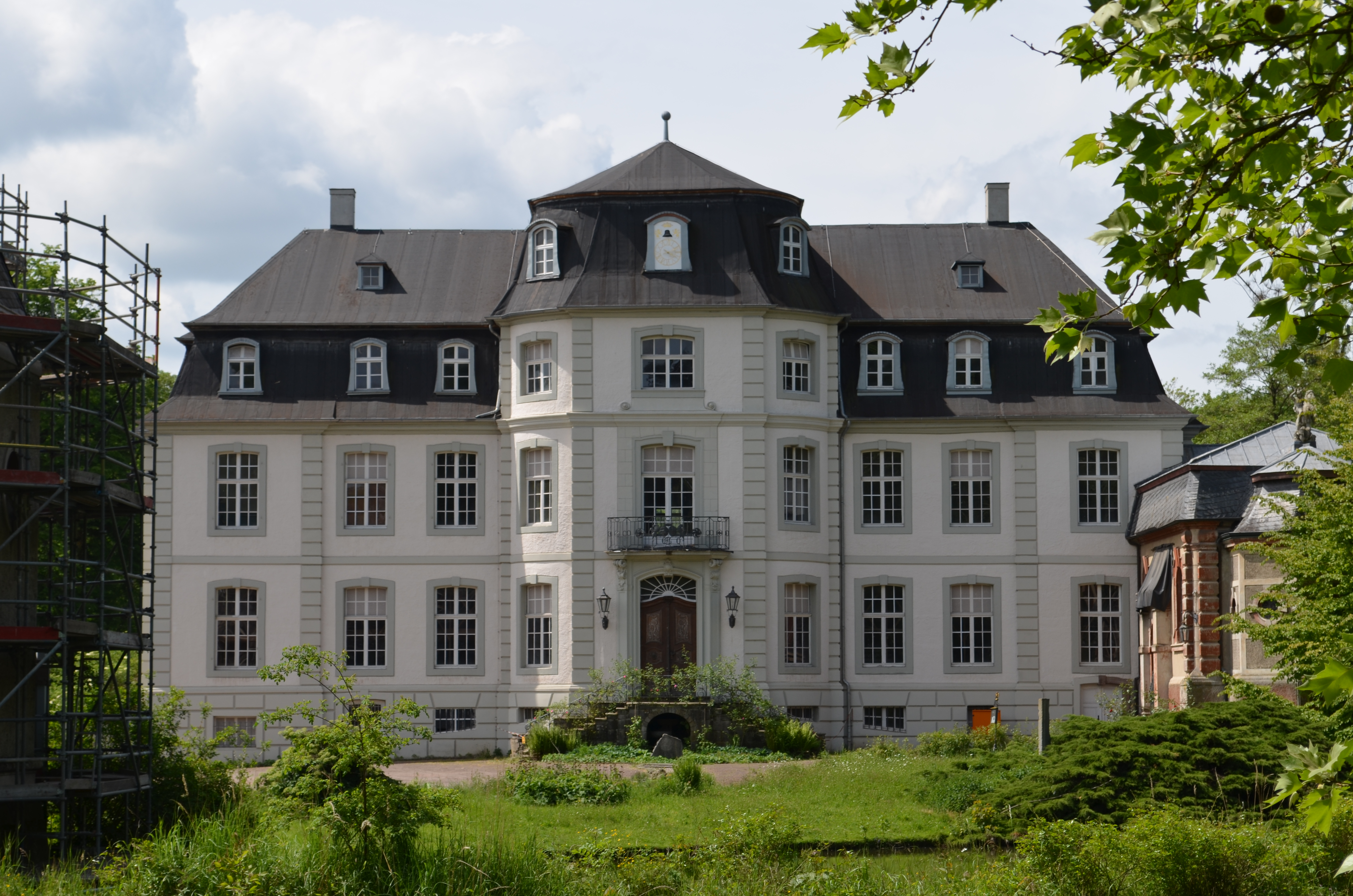
Eingangsfassade des Herrenhauses

Das rechteckige Herrenhaus der Anlage ist ein hell verputzter Backsteinbau im westlichen Bereich der Schlossinsel. Sein Grundriss misst etwa 33,15 × 18,70 Meter und ähnelt stark dem des Jagdschlosses Falkenlust in Brühl, das François de Cuvilliés für den Kölner Kurfürsten Clemens August von Bayern erbaute. Seine zwei Geschosse erheben sich über einem hohen, gequaderten Sockelgeschoss und sind von einem schiefergedeckten Mansarddach abgeschlossen. An der Südecke ist dem Gebäude auf Höhe des Sockelgeschosses eine runde Terrasse angebaut, deren einstige Balusterbrüstung nicht mehr erhalten ist. Auf den beiden neunachsigen Längsseiten treten dreiachsige Mittelrisalite hervor, die um ein Mezzaningeschoss höher sind als der übrige Baukörper. Auch die beiden Stirnseiten des Hauses besitzen Mittelrisalite. Dort sind sie jedoch nur sehr flach und zweiachsig. Die Fassaden sind durch rustizierte Lisenen vertikal gegliedert, während horizontale Bänder das Erd- vom Obergeschoss scheiden. Das vorkragende Kranzgesims fungiert an den Mittelrisaliten der Langseiten als Geschossgesims. Die Segmentbogenfenster mit Sandsteinrahmung sind mit einem dekorlosen Schlussstein versehen. Sämtliche Gliederungselemente sind in grau von den übrigen Wandflächen abgesetzt.
Eine zweiläufige Freitreppe mit schmiedeeisernem Geländer führt zum mittig gelegenen Portal mit Oberlicht. Der Eingang besitzt ein profiliertes Sandsteingewände mit Segmentbogenabschluss. Die beiden Holzflügel der Tür sind mit Schnitzereien verziert, unter anderem einer kleinen Kartusche mit den Wappen der Erbauer von Rolshausen und Waldbott von Bassenheim. Das Portal ist von zwei Pilastern mit Voluten als oberem Abschluss gerahmt. Sie tragen einen kleinen Balkon mit schmiedeeisernem Brüstungsgitter, welches das Allianzwappen der Familien Hoensbroech und Brenken zeigt.
Das Innere des Herrenhauses ist spiegelsymmetrisch aufgebaut, wobei die beiden Räume hinter den Mittelrisaliten der Langseiten (Gartensaal und querovales Vestibül) die Mittelachse bilden. Im Sockelgeschoss lagen früher die Schlossküche und Personalwohnungen. Das ausgebaute Dachgeschoss nahm ebenfalls Unterkünfte für Bedienstete auf. Die Raumaufteilung von Erd- und Obergeschoss, die durch eine freitragende Treppe miteinander verbunden sind, war mit minimalen Unterschieden gleich, nur ein Salon im Obergeschoss war nachträglich in kleinere Räume unterteilt worden. Die Dekoration des 18. Jahrhunderts ist im Erdgeschoss durch Stukkaturen im Stil des zweiten rheinischen Rokokos ersetzt, im Vestibül des Obergeschosses finden sich jedoch Wandmalereien, die vermutlich aus der Erbauungszeit stammen. Die darüber hinaus erhaltene Inneneinrichtung wie zum Beispiel geschnitzte Holztäfelungen, marmorne Kamine und Parkettböden ist durch Stützen, Polster und Abdeckungen notdürftig gesichert.

### Schlosskapelle

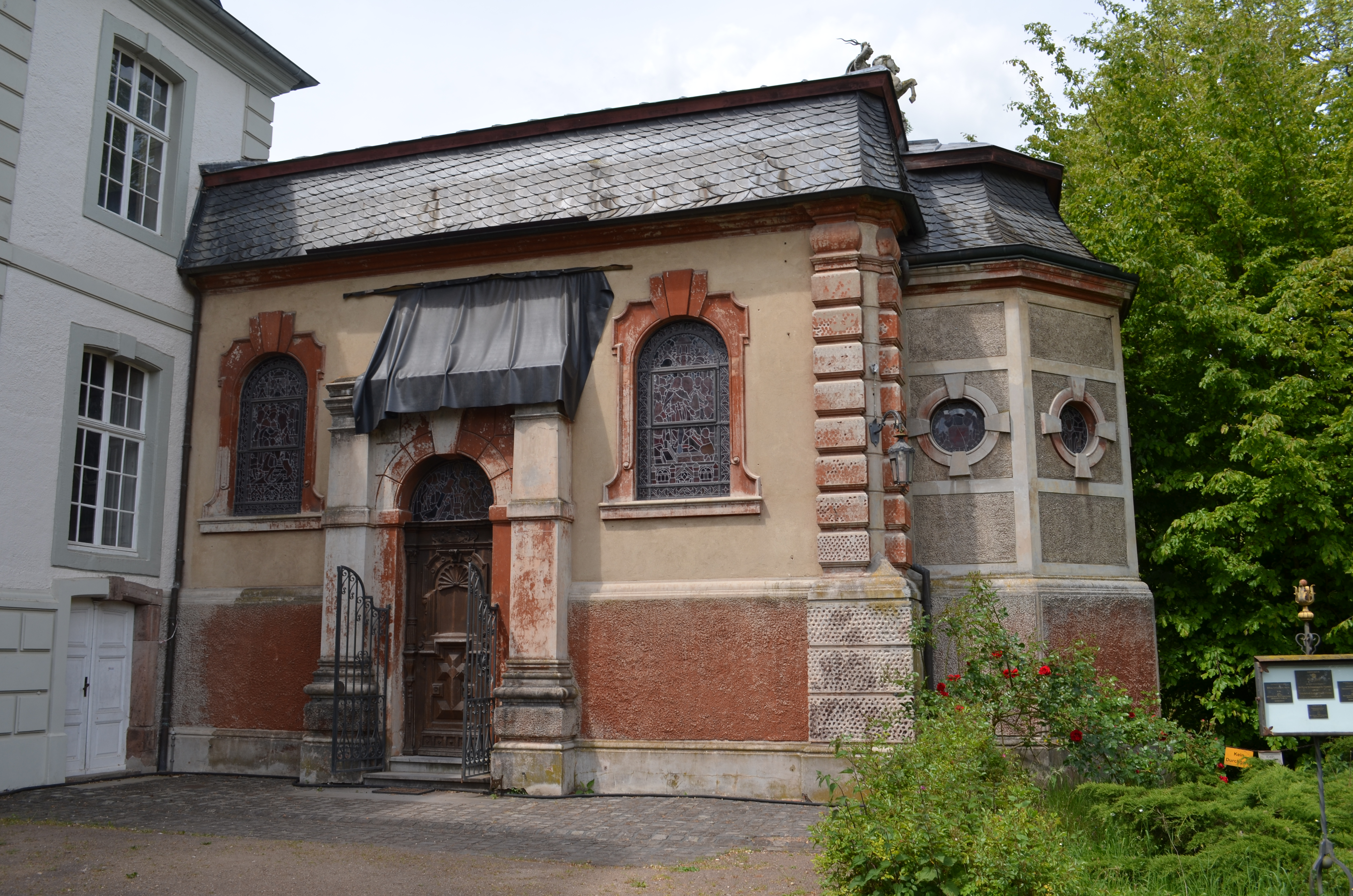
Schlosskapelle (2016)

An die Nordost-Ecke des Herrenhauses schließt sich in nordöstlicher Richtung eine einschiffige Kapelle aus den 1890er Jahren an. Das neobarocke Gebäude wurde nach Entwürfen des Architekten Heinrich Krings erbaut und ersetzte seinerzeit eine wohl mittelalterliche Vorgängerin, die in etwa an der Hofseite des heutigen Torbaus stand. Als Vorbilder sollen die Kirche San Clemente in Rom und die Escorial-Kapelle gedient haben. Das kleine rechteckige Gebäude mit polygonaler Apsis im Osten ist von einem niedrigen Mansarddach abgeschlossen, auf dem über der Apsis eine Reiterstatue des Kölner Bildhauers Wilhelm Albermann steht. An der Nordwestseite schließen sich die Sakristei und das Erdgeschoss eines früher vorhandenen, hohen Glockenturms an.

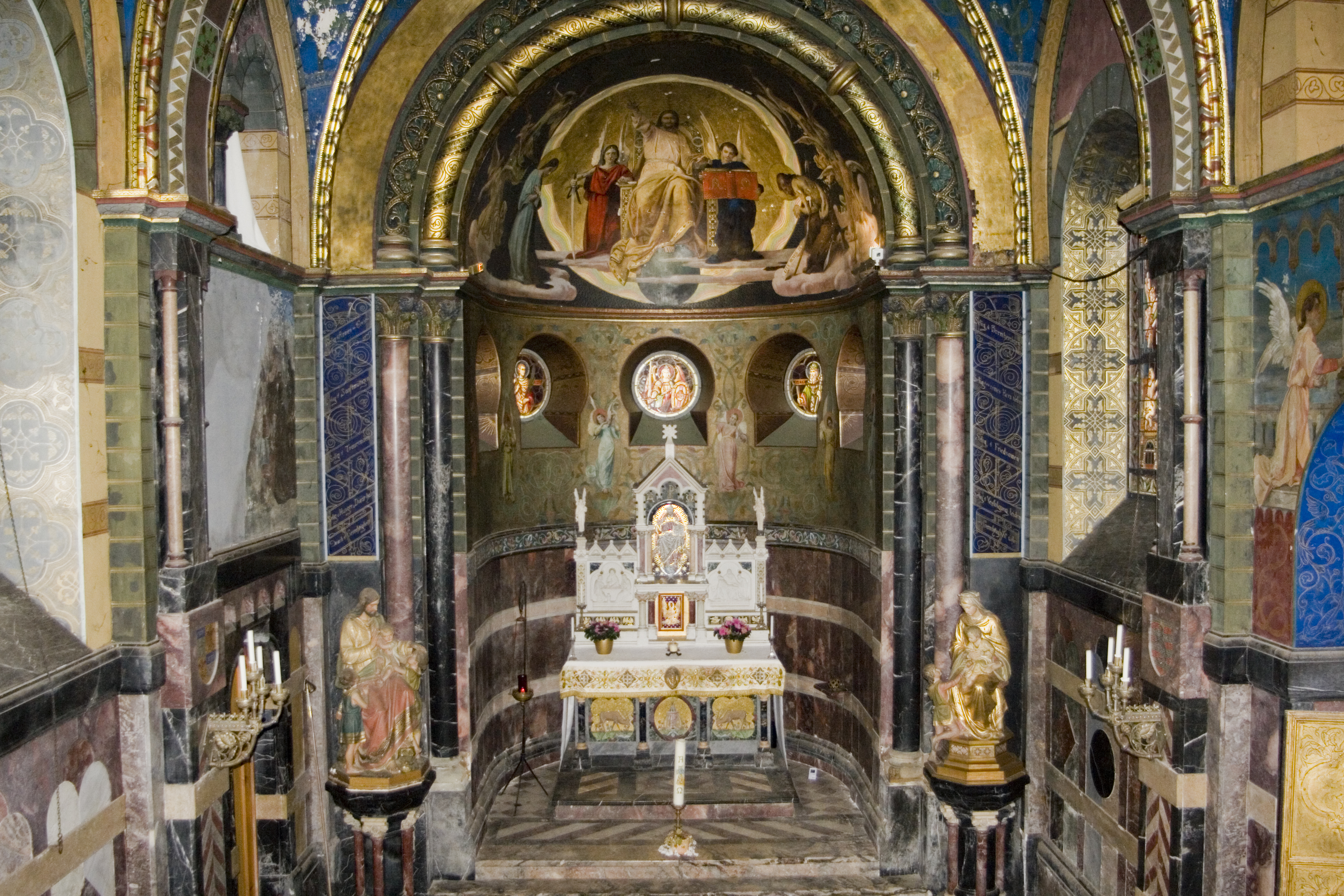
Innenansicht der Schlosskapelle

Durch das von zwei Pilastern flankierte Portal an der Südost-Seite gelangt der Besuchern in das üppig geschmückte Innere im neuromanischen Stil. Die Kirchenfenster wurden 1902 von der bekannten Kölner Glasmalerei Schneiders und Schmolz ausgeführt. Sie zeigen das Leben und Wirken der heiligen Elisabeth von Thüringen, der die Kapelle geweiht ist. Ihre Vorgängerin am Torbau stand noch unter dem Patrozinium des heiligen Michael. Die bekannteste Elisabeth-Legende, das Rosenwunder, ist in der Fensterrosette über der durch das Herrenhaus erreichbaren Westempore dargestellt. Diese Glasarbeit ist die einzige Ausnahme, die nicht aus Köln stammt, sondern sie wurde im englischen Birmingham gefertigt. Die von einem Kreuzrippengewölbe überspannte Kapelle besitzt eine reiche Marmorausstattung. Insgesamt fanden 89 verschiedene Marmorsorten für Wandverkleidungen, Fußboden und Altar Verwendung. Das Bodenmosaik aus der Kölner Werkstatt Peter Bayer zeigt die Sonne umgeben von Monden sowie Allegorien der Tierkreiszeichen und Jahreszeichen. Der Altar aus Carrara-Marmor mit Onyx- und Porphyrsäulen ist der Überlieferung nach eine Arbeit des damaligen Arbeitshauses in Brauweiler. Er ist mit Reliefs aus Alabaster, Mosaiken und Bronzeapplikationen verziert. Bei dem Brand im Jahr 1991 gingen seine Bleikristallkugeln und zwei zum Altar gehörende Engelsstatuen aus Alabaster verloren.
Über dem Altar erhebt sich das Kuppelgewölbe der Apsis mit einer Malerei, die Christus als Weltenrichter zeigt. Es ist ein Werk des Nazarener Franz Guillery, der es in der Zeit von 1895 bis 1897 nach einer Konzeption von Ernst Deger ausführte. Fast alle Wand- und Deckenmalereien der Kapelle stammen von diesem Künstler. Ein Großteil des Inventars wurde von Wilhelm Albermann und dem Goldschmied Gabriel Hermeling geschaffen. Albermann schuf zum Beispiel die beiden Figurengruppen rechts und links der Apsis. Von Hermeling stammen unter anderem die Kerzenhalter und der Bronzeschmuck der Sakristeitür. Über dieser ist ein Gemälde von Eduard von Gebhardt zu sehen. Es zeigt die Szene der Bergpredigt.
Insgesamt finden sich in der Gestaltung der Kapelle zahlreiche Hinweise auf die Themen Rosenkreuzer und Tempelritter. Das Gebäude kann nur im Rahmen von Führungen besichtigt werden.

### Vorburg und Torhaus

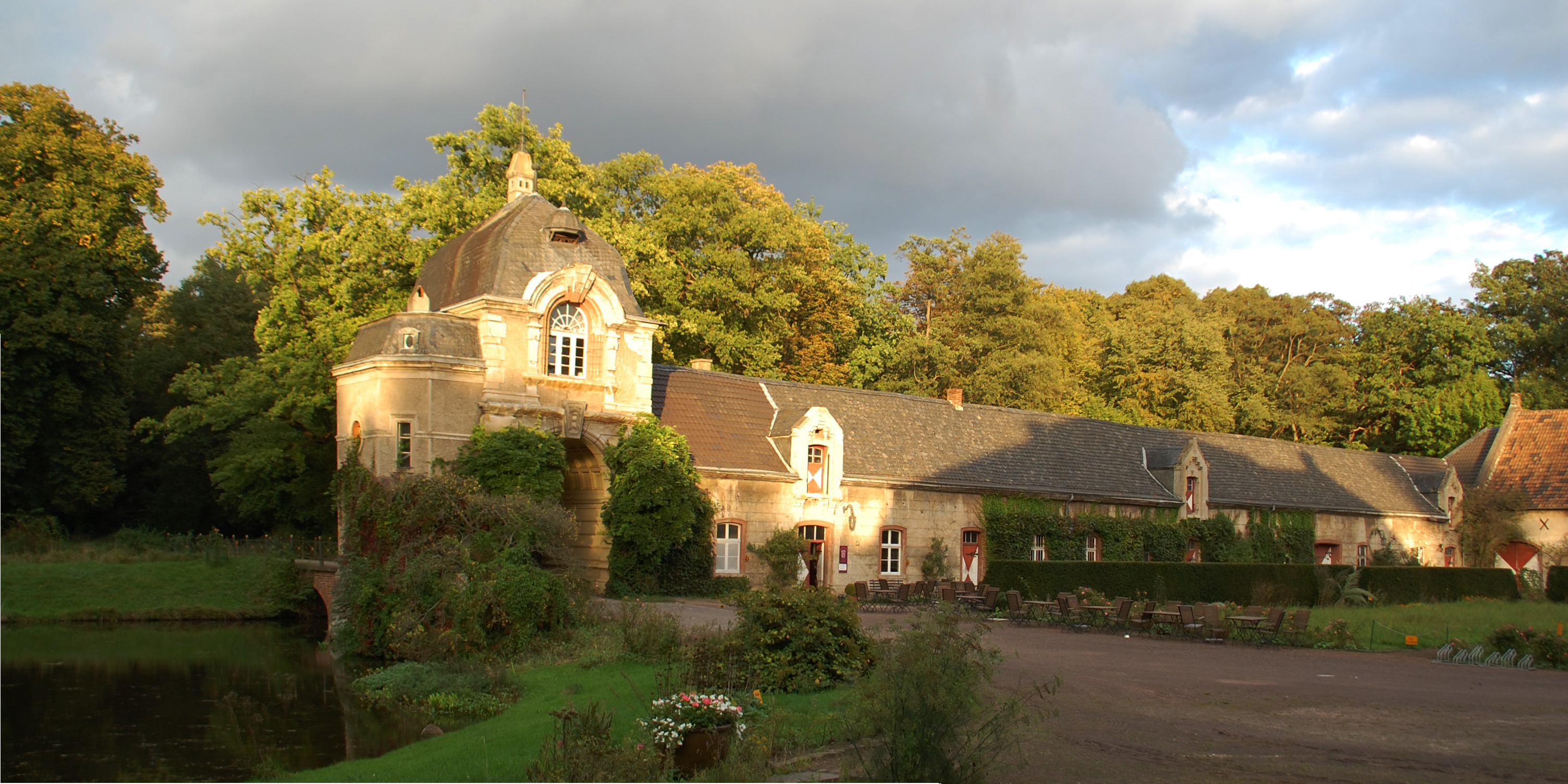
Torhaus und anschließender Flügel der Vorburg (2011)

Die hufeisenförmige Vorburg liegt östlich und südöstlich des Herrenhauses, von dem sie früher durch einen Graben getrennt war. Dieser ist seit dem 18. Jahrhundert verfüllt.
Am nördlichen Ende des nordöstlichen Vorburgflügels steht das Torhaus im Stil des Neobarocks, zu dem zwei gemauerte Brücken mit klassizistischem, schmiedeeisernen Geländer über die beiden Wassergräben führt. Über seinem rundbogigen Tor im rustizierten Erdgeschoss hängt das von zwei steinernen Löwen gehaltene Wappen der Grafen von Hoensbroech. Dahinter liegt eine Durchfahrt mit kassettiertem Tonnengewölbe. Das Obergeschoss des Baus diente einst als Wohnung für den schlosseigenen Kaplan. Es ist von einer geschweiften, schiefergedeckten Haube abgeschlossen, die von einer Laterne bekrönt ist.
Der sich dem Torhaus anschließende Trakt ist mit einem Satteldach gedeckt und diente früher als Pferdestall und Geschirrkammer. Heute ist in ihm das Schlosscafé beheimatet. Ihm gegenüber steht der zweigeschossige Renteiflügel mit Mansarddach. Er dient unter anderem als Wohnung der Schlosseigentümer und als Büro. In seinem Renteisaal finden regelmäßig Seminare statt. Die beiden Vorburgflügel sind an ihren südöstlichen Enden durch den Remisentrakt verbunden. An dem mittleren von dessen drei großen, korbbogigen Toren findet sich die Jahreszahl 1782. Dieser Trakt dient heute als Lager und Scheune der schlosseigenen Demeter-Landwirtschaft. In der Mitte des von den Vorburgflügeln umrahmten Innenhofs liegt ein von Eibenhecken und Rasenflächen umrahmtes Areal mit einem Heilkräutergarten. Dort wachsen über 30 verschiedene Heilpflanzen, die konzentrisch gepflanzt wurden. Die Gewächse in den Quadranten des dadurch gebildeten Kreises sind jeweils einem der vier Elemente zugeordnet.

### Schlossparks und -gärten
Schloss Türnich liegt inmitten eines über 60 Hektar großen Landschaftsparks, der aus 37 Hektar landschaftlich gestalteten Agrarflächen, einem etwa 15 Hektar großen Waldpark, einem Barockgarten sowie dem öffentlich zugänglichen Landschaftsgarten besteht. Der nach ökologischen Gesichtspunkten gepflegte Landschaftspark bietet vielen Tier- und Pflanzenarten einen Lebensraum, darunter zahlreichen Arten, die auf der Roten Liste stehen, und seltenen Wildbienenarten.
Zwei große um 1900 errichtete Toranlagen am West- und Nordrand des Schlossareals bieten dem Besucher Zugang zum sieben Hektar großen Landschaftsgarten, der sich nordöstlich des Schlosses erstreckt. Die Tore bestehen jeweils aus einem kunstvoll geschmiedeten zweiflügeligen Gittertor, auf dessen gemauerten Torpfeilern Löwenstatuen aus Tuffstein mit dem Wappen der Grafen von Hoensbroech sitzen. In die wuchtigen Pfeiler sind kleinere Fußgängerpforten eingelassen. Der sich hinter dem westlichen Platanentor anschließende Weg wird auf einer Länge von rund 30 Metern von einer Steinbalustrade flankiert. Das Tor an der Nordseite wird Lindentor genannt, weil von dort eine 300 Meter lange Lindenallee zum Schloss führt. Schräg gegenüber dem Lindentor am Rand des Schlossparks steht das ehemalige Türnicher Rathaus. Früher diente dieses auch als Rentei des Schlosses, und der Türnicher Bürgermeister war zugleich Rentmeister des Grafen. An der Nordwest-Ecke des Landschaftsgartens gibt es mit dem sogenannten Raphaelstor einen dritten Zugang, der jedoch keine so repräsentative Gestaltung wie die beiden anderen Toranlagen aufweist. Früher war dies einmal der Hauptzugang zur Schlossanlage.
Die 1873 gepflanzte Lindenallee umfasst 111 Bäume und ist ein zentrales Gestaltungselement des kompletten Landschaftsparks. Gemeinsam mit dem sogenannten Baptisterium, einer oktogonalen Anpflanzung von Bäumen, die dem Taufbereich einer Kathedrale nachempfunden ist, und dem 2011 an historischer Stelle neu gepflanzten Heckenlabyrinth bildet sie die sogenannte Lindenkathedrale. In der Mitte des aus 750 Japanischen Stechpalmen bestehenden runden Labyrinths steht eine über 150 Jahre alte Kiefer. Diese ist eine von vielen alten Bäumen die zum Bestand des Landschaftsgartens gehören. Des Weiteren zählen dazu: seltene amerikanische Baumarten, Rot-, Stiel- und Zerreiche, Kaukasus-Ahorn, Rotbuche, Platane, Silberpappel, Ulme, Douglasie, Esskastanie, Schwarzkiefer sowie Riesen-Lebensbaum und Scheinzypresse. Besonders beachtlich sind eine alte Schindeleiche mit einem Stammumfang von über vier Metern, ein Mammutbaum mit einem Stammumfang von 4,80 Metern und eine für Europa nahezu beispiellose Hybrideiche, deren Stamm einen Umfang von 4,40 Metern aufweist. An Busch- und Strauchgewächsen sind im Türnicher Landschaftsgarten unter anderem Schneebeere, Weißdorn, Gewöhnliche Mahonie, Pfeifenstrauch und Pimpernuss vertreten. Die insgesamt ca. 2,5 Hektar großen Wasserflächen im Park bieten zum Beispiel Eisvögeln, Schildkröten und Nutrias einen Lebensraum.
Südlich und westlich der Schlossinsel erstreckt sich ein Waldpark, der Hirschpark genannt wird. Der Name rührt daher, dass in diesem Gebiet früher Damwild gehalten wurde. Zum Baumbestand gehören bis zu 170 Jahre alte Stieleichen, Roteichen, Rotbuchen, Winterlinden und Kastanien. Zwei große Exemplare Bergahorn stammen sogar noch aus der Zeit des ersten Schlossparks. Der naturbelassene Hirschpark ist ein sensibles Wald- und Feuchtbiotop, das der Öffentlichkeit in der Regel nicht zugänglich ist. Nordwestlich und südöstlich der Schlossgebäude schließen sich die von Doppelhecken durchzogenen Flächen der Landwirtschaft von Schloss Türnich an. Früher wurden sie wegen der dort angebauten heimischen Obstsorten Obstpark genannt. Da seit 2015 auch Gemüse gezogen wird, hat sich seither die Bezeichnung Großer Garten etabliert.
An den äußeren Wassergraben grenzt im Nordwesten ein etwa 7500 m² großer, formal gestalteter Barockgarten nach französischem Vorbild. Geradlinige Wege unterteilen ihn in sechs Kompartimente, die von bis zu 350 Jahre alten Buchsbäumen eingefasst sind. An drei Schnittpunkten der Wege stehen alte Brunnenbecken, die heute als Pflanzeinfassung dienen. In einigen Kompartimenten wird Beerenobst und Gemüse angebaut. Außerdem gibt es eine kleine Baumschule, in der Pflanzen für den Schlosspark gezogen werden. Der Barockgarten ist nur im Rahmen von besonderen Führungen zugänglich.

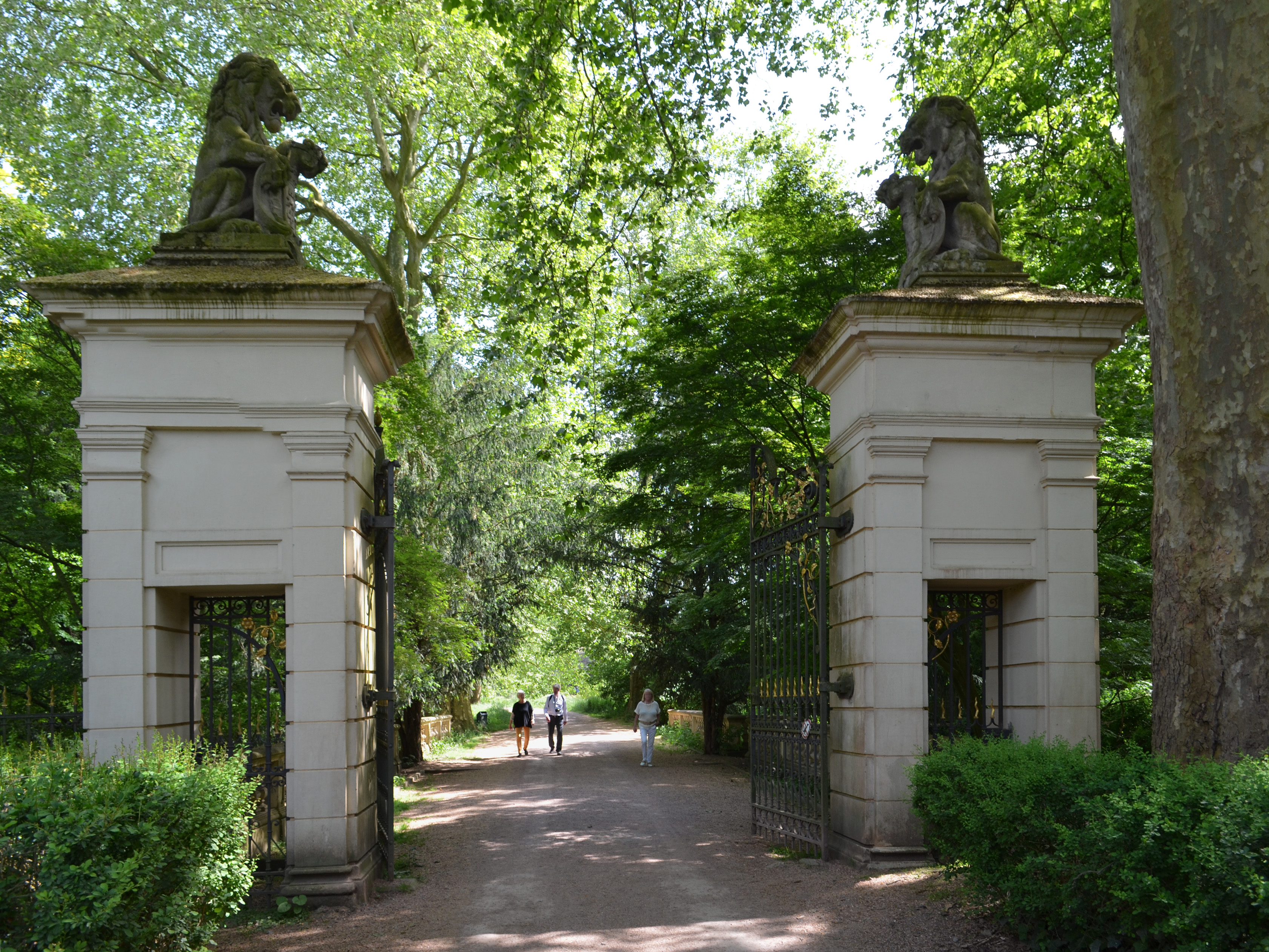
Westliche Toranlage
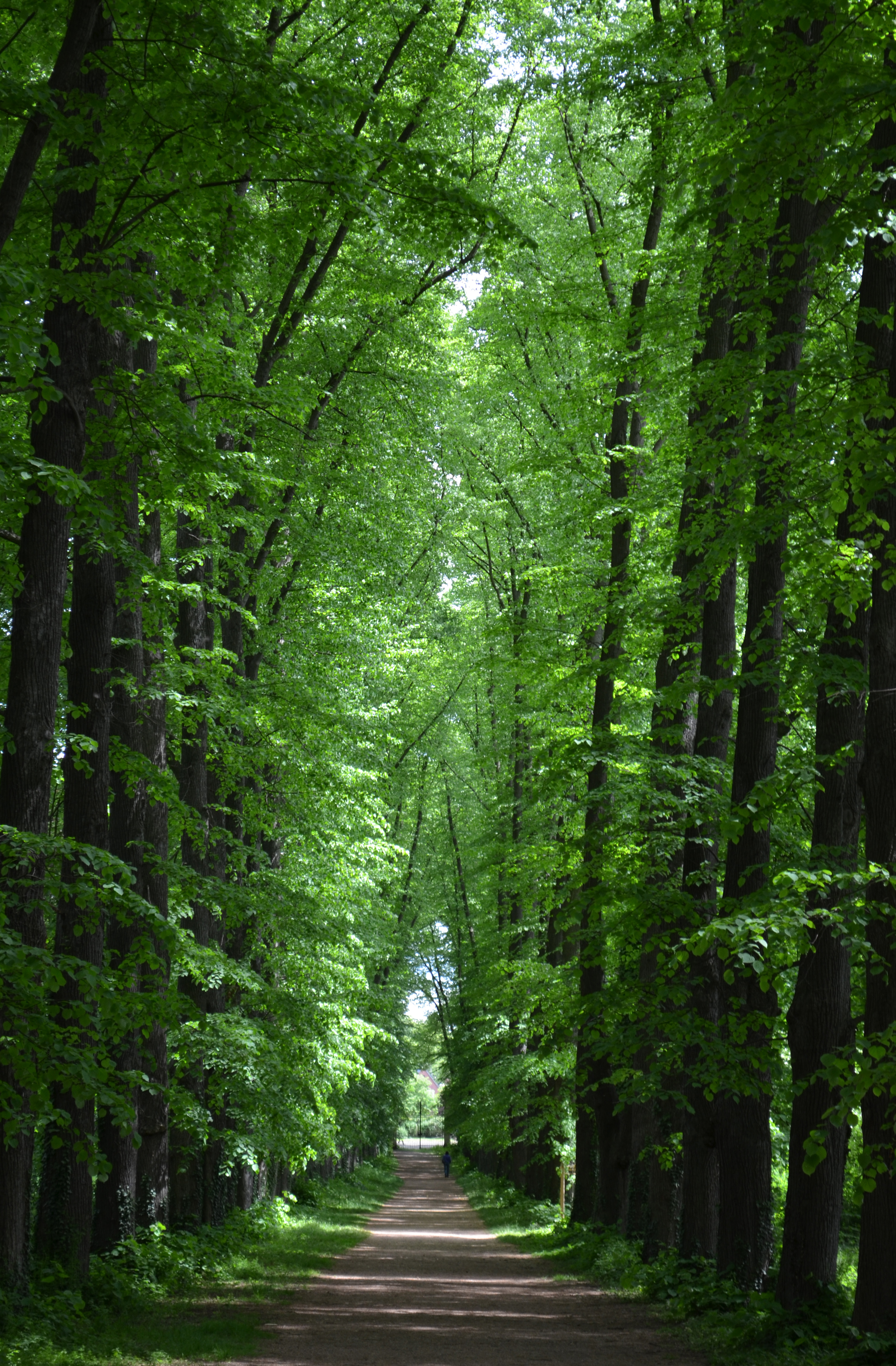
Lindenallee
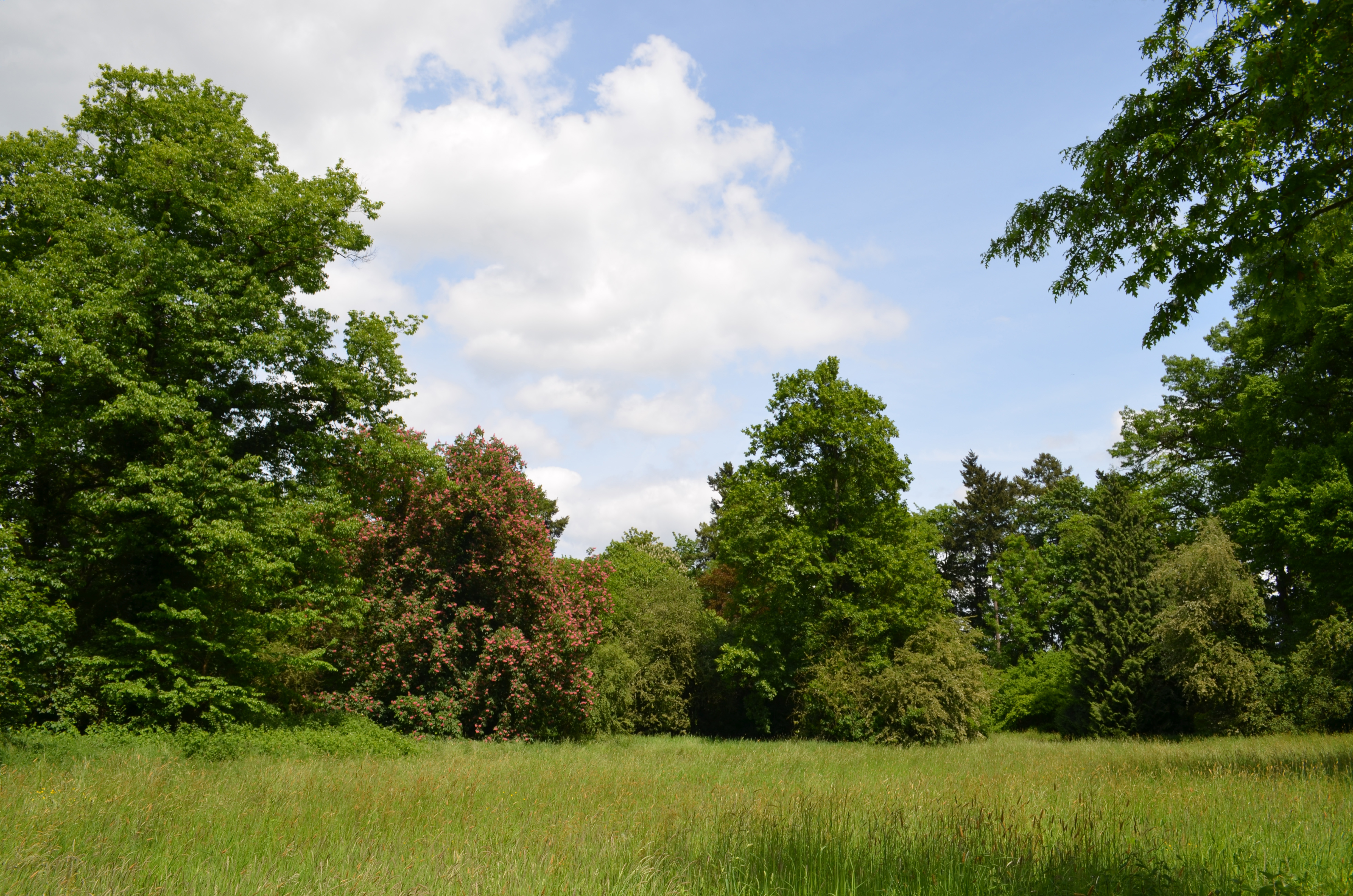
Teil des Landschaftsgartens
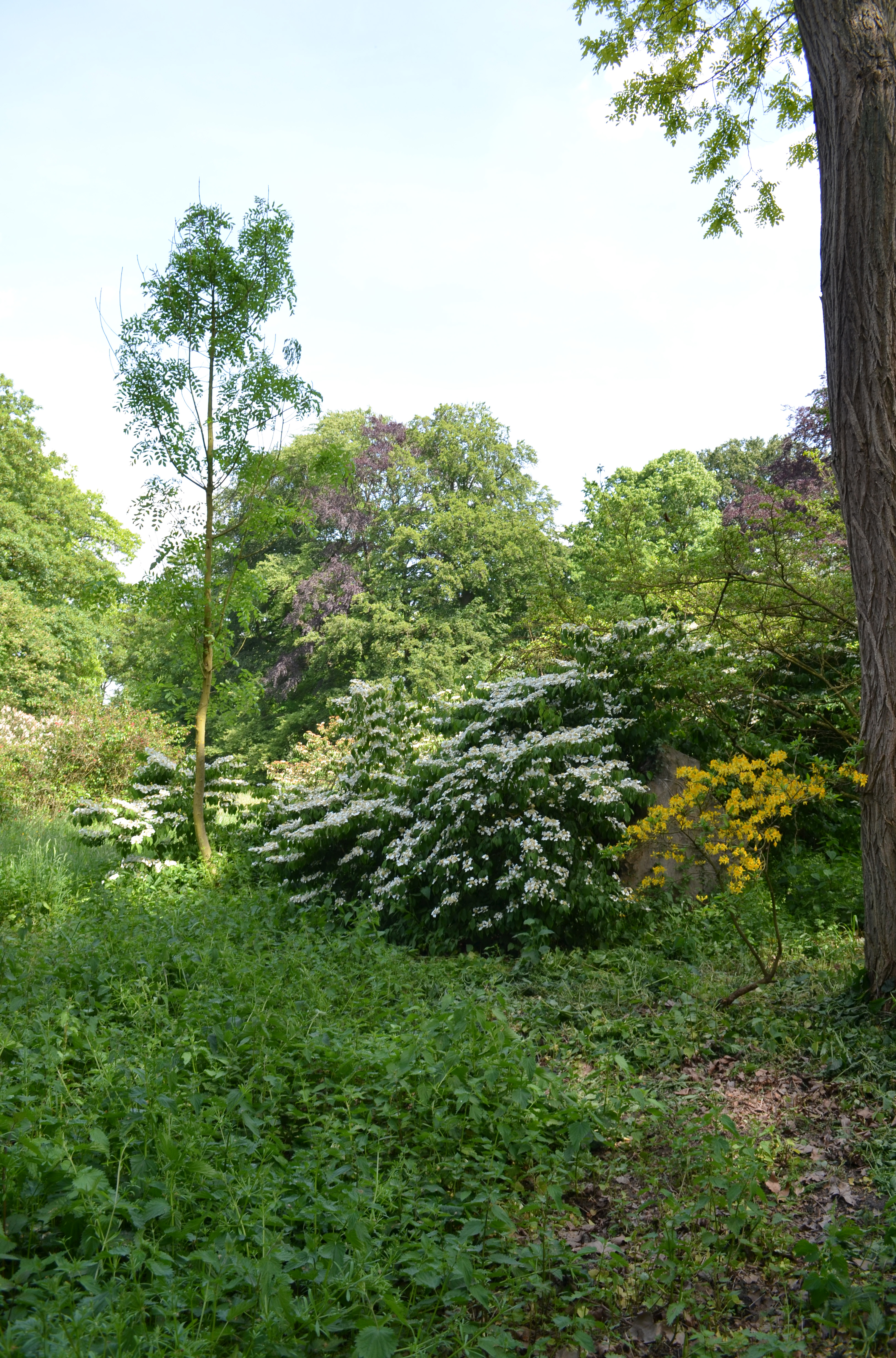
Partie im Landschaftsgarten